# Alumeco
Alumeco Holding ApS er en international dansk metalgrossist med hovedkvarter i Odense. Alumeco leverer løsninger i aluminium, rustfrit stål, kobber, bronze og messing til den metalforbrugende industri. Virksomheden blev grundlagt under navnet Danmetal i 1983. Alumeco-navnet blev indført i 2002. I 2023 blev virksomheden solgt til det amerikanske Nordic Metal Holdings Inc., som er ejet af familien Colburn.
Datterselskabet Alumeco ApS varetager virksomhedens danske aktiviteter, hvor de har 240 ansatte i Odense og omsætter for 2,862 mia. danske kroner. 
Alumeco Holding ApS driver virksomhed i flere europæiske lande samt Kina med samlet 1.028 ansatte. I 2023 omsatte de for 6,552 mia. danske kroner.